# KV11
KV11 (англ. Kings' Valley № 11) — гробница фараона Рамсеса III (XX династия) в Долине Царей. Изначально строилась для отца Рамсеса III Сетнахта, который похоронен в KV14.
Известна также под названиями «гробница арфиста» и «гробница Брюса» — по имени Джеймса Брюса, впервые детально описавшего гробницу для европейской публики.

## История
Первоначально в KV11 планировали захоронить Сетнахта. Но из-за его непродолжительного правления, она не была завершена. Сетнахта погребли в усыпальнице царицы Таусерт (KV14). KV11 продолжил строить уже для себя Рамсес III, сын Сетнахта.
Эта большая гробница имеет протяженность 125 м и построена в традиционном стиле, характерном для той эпохи. Первые 2 коридора построены при Сетнахте. При вырубке третьего коридора, строители случайно повредили гробницу Аменмеса (KV10), в результате чего, его строительство пришлось сместить в сторону. В конце 3 коридора есть шахта, за которой идёт 4 коридор с колонным залом и вспомогательной комнатой. Далее следует просторная погребальная камера, к которой примыкают четыре сокровищницы. За ней — незаконченное продолжение коридора, строительство которого прекратили после смерти фараона.

## Декор
Стены гробницы покрыты типичными для царских усыпальниц сценами, состоящими из важнейших религиозно-культовых текстов: Книг Амдуат, Врат, Божественной коровы. Тексты дополняют великолепные фрески и рельефы, среди которых доминирует образ почившего царя в облике бога Ра.
KV11 уникальна среди всех остальных гробниц Долины царей — здесь, в сокровищницах, впервые стали изображать сцены из повседневной жизни (пекарни, пивоварни), а также различные предметы обихода: кресла, троны, одеяния, посуду и прочее. Вероятно, это было вызвано тем, что фараон наверняка опасался осквернения гробницы, из-за чего, для подстраховки, на стенах высечены изображения различных предметов, которыми предстояло пользоваться в ином мире Рамсесу III.

### Галерея

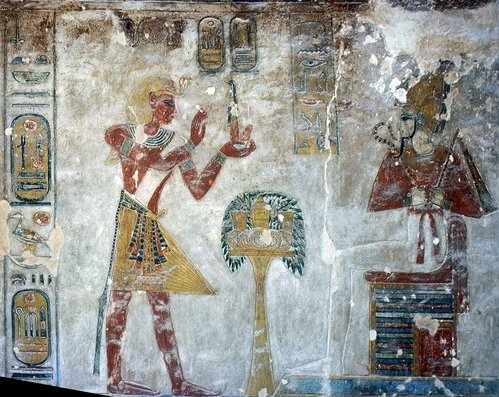
Рамсес III перед Осирисом
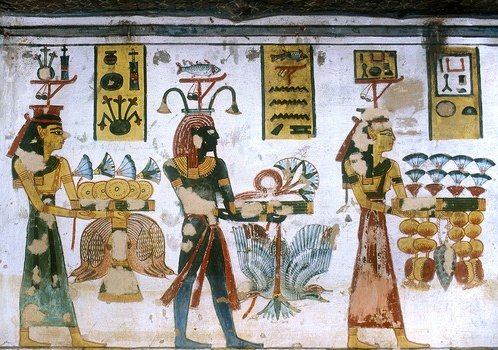
Олицетворяющие Гелиополь и Мемфис боги с подношениями
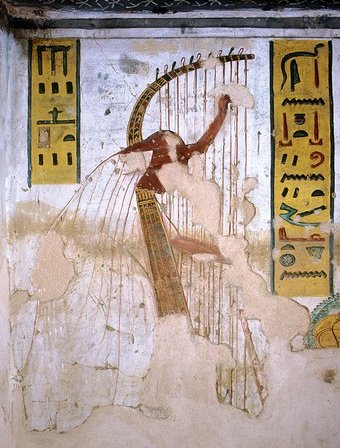
Арфист, играющий перед Онурис-Шу и Ра-Хорахти
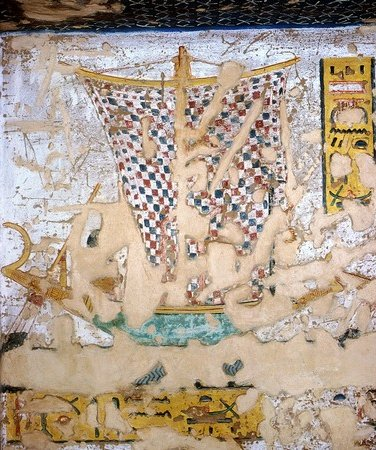
Корабль, плывущий в Абидос
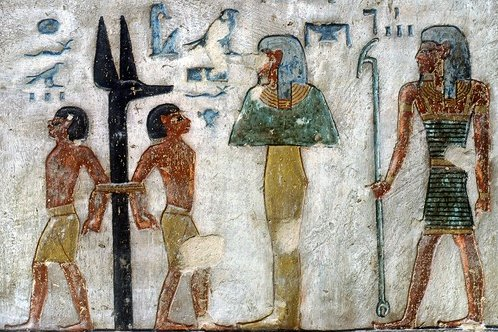
Сцена из Книги врат